# Rulyrana adiazeta
Rulyrana adiazeta es una especie de anfibio anuro de la familia de las ranas de cristal (Centrolenidae). Se encuentra en los departamentos de Cundinamarca, Santander y Tolima (Colombia) entre los 1130 y los 2060 m de altitud. Se encuentra amenazada de extinción por la pérdida de su hábitat por su conversión en terrenos para la agricultura y la ganadería.